# Kobiety w średniowieczu

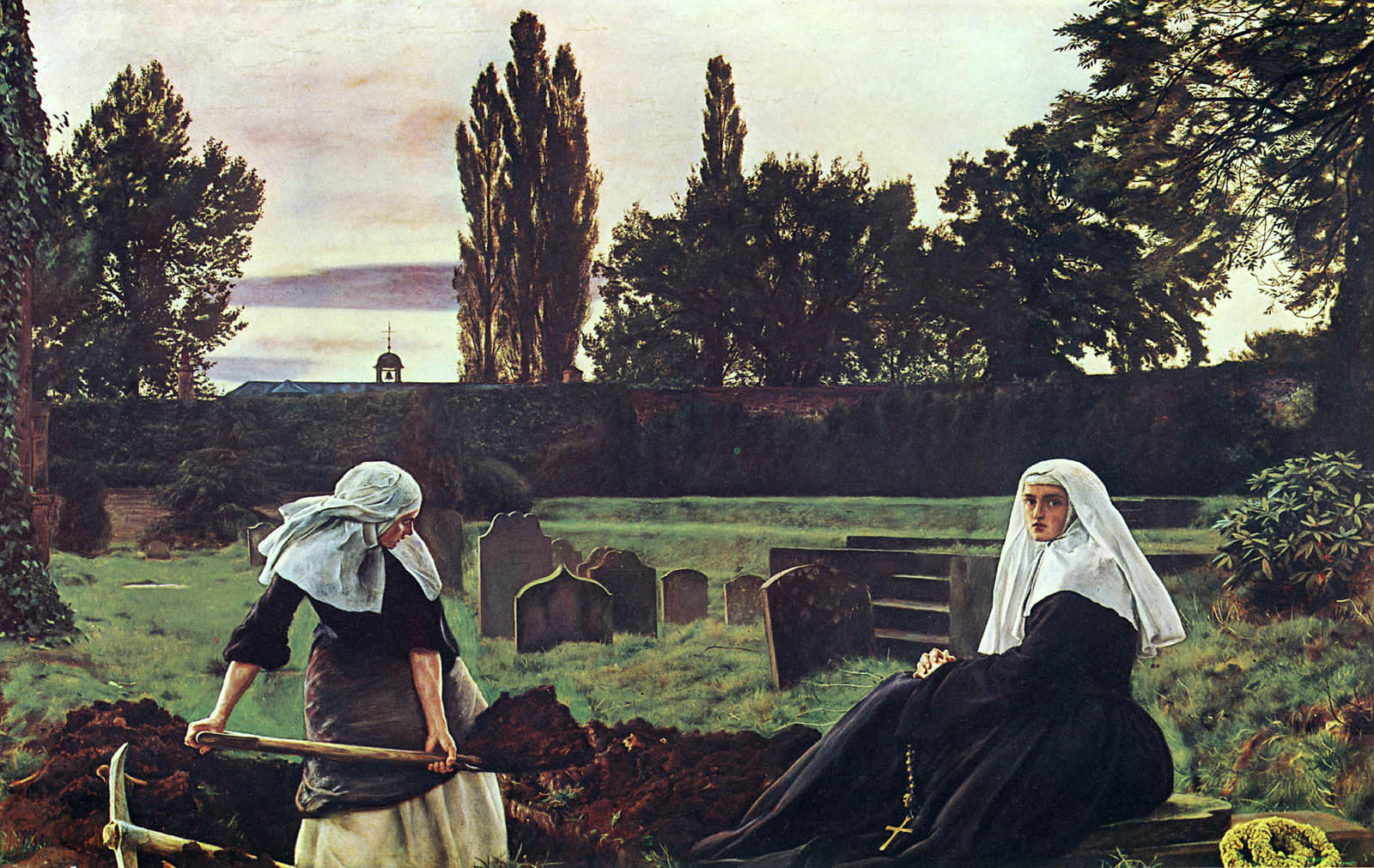
W średniowieczu klasztor stanowił dla kobiet alternatywę dla zamążpójścia

Kobiety w średniowieczu pełniły wiele różnych ról społecznych. Wśród pozycji społecznych, które zajmowały, były role: żon, wdów, matek, chłopek, rzemieślniczek, zakonnic, a także role przywódcze: opatek i królowych. Samo pojęcie „kobiety” zmieniało się w okresie średniowiecza na co wpłynęło kilka czynników.

## Kobiety w Kościele

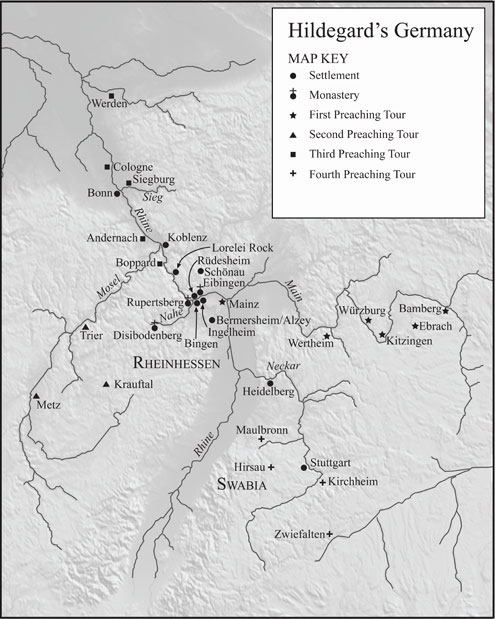
Mapa przedstawiająca miejsca kazań Hildegardy z Bingen

Kościół katolicki był w średniowieczu główną siłą jednoczącą społeczeństwo i wpływającą na jego kulturę i obyczajowość. W Kościele katolickim i w innych kościołach chrześcijańskich role biskupa i kapłana były zastrzeżone dla mężczyzn. Pierwszy synod w Orange (441) zabronił wyświęcania diakonis, co zostało potwierdzone przez synod w Epaone (517) i drugi synod w Orleanie (533). Wraz z ukształtowaniem się monastycyzmu chrześcijańskiego, kobiety mogły pełnić także inne role w ramach Kościoła. Począwszy od V wieku klasztory umożliwiały kobietom prowadzenie bardziej pogłębionego życia religijnego, zdobywanie wiedzy i możliwość wyrwania się z roli żony i matki. W zakonach znajdowała się duża liczba kobiet.
Na czele opactwa stała opatka (ksieni), zazwyczaj wybierana spośród zakonnic, lecz najczęściej była mianowana przez władcę, spośród przedstawionych mu kandydatek. Jej zastępczynią była przeorysza, która pomagała jej w zarządzaniu klasztorem, a jeżeli z jakiegoś powodu (choroby, interdyktu nałożonego przez biskupa) ksieni nie mogła wykonywać swoich obowiązków, zastępowała ją. Przeorysza nazywana była czasami koadiutorką. Siostra zakonna nazywana ekonomem lub skarbniczką zajmowała się stroną finansową życia zakonnego. Zakonnic nie obowiązywały prawie żadne inne ograniczenia religijne poza celibatem, jednak było to uzależnione od zakonu, ponieważ ich życie codzienne regulowała reguła zakonna (podobnie jak mężczyzn).
Opatki sprawujące zwierzchnictwo nad klasztorami, mogły stać się wpływowymi osobistościami i sprawować kontrolę nad znacznym majątkiem. Ich pozycja nie wynikała z tego, że były żonami lub matkami. Opatki dysponowały dużą władzą, jednak ich funkcje religijne były bardzo ograniczone ze względu na zakaz udzielania kobietom święceń kapłańskich. Najważniejsze opatki miały jednak prawo wyboru księdza, który sprawował funkcje kapłańskie i udzielał sakramentów w klasztorze. Zgodnie z prawem kanonicznym opatki nie mogły słuchać spowiedzi zakonnic i nie istnieją świadectwa, że zakaz ten nie był przestrzegany.
Kobiety takie jak Hilda z Whitby (614–680) stawały się wpływowymi postaciami w skali krajowej, a nawet międzynarodowej.
Herrada z Landsbergu (zm. 1195), Hildegarda z Bingen (1098–1179) i Heloiza d’Argenteuil (ok. 1098–1164) były wpływowymi opatkami i autorkami.
Św. Katarzyna ze Sieny (1347–1380) odegrała istotną rolę w rozwoju myśli chrześcijańskiej i dyskusji teologicznej w Kościele. W 1970 papież Paweł VI przyznał jej tytuł doktora Kościoła. Julianna z Norwich (XIV wiek) była jedną z najważniejszych przedstawicielek mistycyzmu chrześcijańskiego.
Jednak, jeżeli chodzi o rolę kobiet w Kościele katolickim, to w 1210 papież Innocenty III pisał: „chociaż Najświętsza Maryja Panna była godniejsza i wyższa od wszystkich apostołów, nie jej, lecz im, powierzył Pan klucze Królestwa niebieskiego”.

## Rola kobiet w rodzinie

### Małżeństwo
Pod koniec średniowiecza, zgodnie z prawem kanonicznym, dla kobiet dolną granicą wieku dla zaręczyn było 7 lat, a małżeństwa 12 lat. Dla mężczyzn za wiek sprawny do zawarcia małżeństwa uważano 14 lat. Kościół mógł jednak czynić wyjątki od tej reguły, gdy małżeństwo mogło przynieść pokój między zwaśnionymi rodami. Wczesne zawieranie małżeństw było typowe dla tych czasów ze względu na niską średnią długość życia i tym samym krótki okres młodości. Kobiety z klas wyższych często poślubiały znacznie starszych od siebie mężczyzn. Wśród niższych klas małżonkowie byli bardziej zbliżeni do siebie wiekowo.
Św. Augustyn streścił w trzech słowach cele małżeństwa: potomstwo, wierność, sakrament .
Miłość nie była podstawą do zawarcia małżeństwa, lecz powinna wynikać z małżeństwa. Małżeństwo pierwotnie łączyło dwie rodziny, łagodziło konflikty i zapewniało pokój. Tak jak w społeczeństwach pierwotnych, wymiana kobiet była najczęstszym i najłatwiejszym sposobem na nawiązanie współpracy pomiędzy klanami i narodami.
W zamian za kobiety często były ofiarowywane dary ślubne: pola, bydło, niewolnicy i biżuteria. Innym zwyczajem było ofiarowywanie wraz z żoną posagu, na zabezpieczenie jej utrzymania. Majątek ofiarowywany przez męża nazywany był „darem ślubnym” (np. mahr w islamie). Majątek wnoszony przez rodzinę panny młodej to „posag”. Praktyki te były tak powszechne, że małżeństwa bez wiana lub posagu nie były uważane za ważne. W rodzinach ludzi ubogich z okazji zawarcia małżeństwa również następowała wymiana darów, nawet jeśli miały one tylko symboliczną wartość. Transakcje te były główną częścią kontraktu ślubnego. Przyjęcie weselne, w którym uczestniczyli rodzice małżonków, sojusznicy i przyjaciele obu rodzin, było integralną częścią tego zwyczaju. Rodziny wydawały duże sumy na zapewnienie gościom weselnym jedzenia, wina i rozrywki.
Na początku średniowiecza na Zachodzie przeważały dary małżeńskie, które do XII wieku zostały stopniowo zastąpione przez posag. Ta zmiana zmieniła społeczny charakter małżeństwa i stosowane strategie małżeńskie. Ze względu na to, że kobiety otrzymywały posag, nie dziedziczyły majątku po swoich krewnych. Ich mężowie mieli większą swobodę dysponowania majątkiem należącym do małżeństwa, a nawet opieka nad dziećmi należała do matek mężów.
Kobieta prawie zawsze była przez całe życie podporządkowana mężczyźnie, najpierw ojcu, a później mężowi.
W tym samym czasie Kościół uznawał konieczność dobrowolnej zgody obojga małżonków do uznania ważności związku małżeńskiego. Chociaż równość małżonków była wyrażona w przysiędze małżeńskiej, kobieta była jednak podporządkowana mężczyźnie. Mężczyzna musiał bronić honoru rodziny. Żona była mu winna posłuszeństwo. Dozwolone były kary fizyczne, co tłumaczyło obojętność społeczeństwa tego okresu na przemoc domową. Mąż mógł nawet zabić żonę za cudzołóstwo.
Po ślubie kobieta była przyjmowana do rodziny męża. Musiała okazywać szacunek swoim teściom. Za warunek dobrego małżeństwa uznawano, okazywanie szacunku w słowach i gestach, nie wywoływanie konfliktów oraz ich łagodzenie dobrocią i łagodnością. Kobieta powinna okazywać teściom taki sam szacunek jak swoim rodzicom.
Obowiązkiem żony była miłość do męża.
Dom był zazwyczaj domeną kobiet. Zajmowały się pracami domowymi i dbały o wszystko. Kobiety przędły, tkały, leczyły, dbały o zwierzęta i witały gości męża. Kobiety opiekowały dziećmi i nadzorowały służbę. Nie stając na przeszkodzie władzy mężów, wydawały polecenia, sprawowały kontrolę nad moralnością i uczuciami służby.

### Macierzyństwo
W średniowieczu macierzyństwo było jednym z głównych obowiązków mężatki. Bezpłodne kobiety były więc czasem porzucane, jeżeli małżonkowie przez wiele lat nie mogli mieć dzieci.
Matki pochodzące z klas wyższych nie były zmuszone do ciągłej opieki nad dziećmi. Kąpaniem, przewijaniem i karmieniem niemowląt oraz sprzątaniem po nich często zajmowały się mamki i służące. Ponieważ kobiety wychodziły za mąż w bardzo młodym wieku, powodowało to, że rodziły bardzo dużo dzieci, średnio od 8 do 10.
Żony rzemieślników i chłopów w większym stopniu zajmowały się swoim potomstwem. Przeważnie miały mniej dzieci niż w rodzinach szlacheckich. Pomimo tego nie było łatwe łączenie pracy w gospodarstwie domowym z opieką nad dziećmi. Młodsze dzieci, pozostawiane bez opieki matki, były często ofiarami wypadków. Od 4 roku życia dzieci zaczynały pomagać matce w pracy w domu i ogrodzie.
Podstawowym obowiązkiem dzieci było zapewnienie rodzicom opieki na starość.
Zachowało się bardzo niewiele informacji o stosowanych wówczas metodach porodu. Niezależnie od pochodzenia społecznego kobiety obawiały się porodu. W średniowieczu wiązał się on dla kobiety z dużym ryzykiem. Położne i starsze kobiety pomagające przy porodzie miały ograniczony zasób metod pomocy kobietom. Np. cięcie cesarskie można było stosować jedynie w przypadku śmierci kobiety. Współczynnik umieralności kobiet w wyniku porodu był bardzo wysoki.
Ponieważ stosowane w średniowieczu metody antykoncepcji były mało skuteczne, kobiety, które nie mogły lub nie chciały być w ciąży lub mieć dzieci, mogły jedynie dokonać aborcji lub też zabić albo porzucić nowo narodzone dziecko. Przeprowadzenie aborcji utrudniał brak możliwości odpowiedniego wczesnego stwierdzenia, że kobieta jest na pewno w ciąży. W związku z przeprowadzaniem aborcji w późniejszym stadium ciąży rosło zagrożenie dla zdrowia i życia kobiet. W większości przypadków następowała śmierć zarówno matki, jak i płodu. Z pewnością częściej zdarzały się zabójstwa noworodków lub ich porzucanie, co było jednak karane śmiercią. Porzucenie dziecka było najlepszym rozwiązaniem dla biedaków, szczególnie w miastach. Nawet najsroższe kary nie odstraszały zdesperowanych matek. Pod koniec XIV wieku w miastach zaczęły powstawać sierocińce i przytułki dla porzuconych dzieci.
Kobiety często umierały w trakcie porodu i połogu, jeśli jednak nie rodziły już dzieci, żyły równie długo jak mężczyźni, dożywając nawet 70 lat. Średnia długość życia kobiet wzrosła w okresie średniowiecza, głównie ze względu na poprawę odżywiana.
Życie wiejskich kobiet i mężczyzn było trudne. W tej warstwie położenie kobiet było bardziej zbliżone do położenia mężczyzn, jednak często oznaczało to takie samo ubóstwo. Wśród chłopstwa średnia długość życia kobiet była niższa niż mężczyzn i wynosić mogła około 25 lat. W wyniku tego, w niektórych miejscowościach na 3 kobiety przypadało 4 mężczyzn. Późnośredniowieczny poemat 
Widzenie o Piotrze Oraczu opisuje m.in. ciężki los wiejskich kobiet.

## Praca i rzemiosło

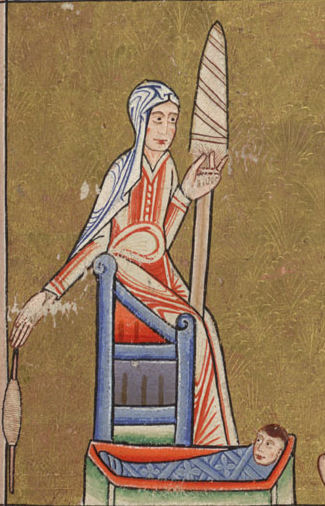
Przędzenie ręczne było tradycyjnym zajęciem kobiet (ilustracja z ok. 1170)

Młode dziewczęta, których przeznaczeniem było wyjście za mąż, uczyły się wykonywania prac w gospodarstwie domowym. Często były oddawane na służbę do obcych rodzin, gdzie wykonywały prace gospodarskie, aby uzbierać na posag. Gdy dorosły, były oddawane do terminu (przyuczenia do zawodu) u mistrza (mistrzyni) w „wybranej” specjalności. Przędzenie było jednym z tradycyjnych kobiecych rzemiosł. Początkowo przędzenie odbywało się za pomocą kądzieli i wrzeciona; kołowrotek zaczął być używany pod koniec średniowiecza. 
Przez większość średniowiecza (aż do upowszechnienia się piwa chmielowego) warzeniem piwa zajmowały się głównie kobiety; było to zajęcie, które mogło być wykonywane w domu. Od mężatek najczęściej oczekiwano, że będą pomagać swoim mężom w ich zajęciach. Ułatwiał to fakt, że wiele z tych zajęć było wykonywanych w domu lub w jego pobliżu. Są jednak również świadectwa z okresu późnego średniowiecza, że kobiety zajmowały się działalnością, która nie była związana z działalnością ich mężów.
W niektórych miastach kobiety były zrzeszone w oddzielnych cechach, podobnie jak rzemieślnicy - mężczyźni. W okresie późnego średniowiecza jednym z zajęć w którym specjalizowały się kobiety, była pomoc innym kobietom przy porodzie. Zajmowały się tym akuszerki. Z kolei, pod koniec średniowiecza, kobiety były stopniowo wypierane z rzemiosła, ze względu stwarzaną przez nie konkurencję: zakazywano nawet kobietom wykonywania określonych zawodów. Od XV wieku zaczęły być wprowadzane regulacje, ograniczające dostęp kobiet do rzemiosła i cechy stawały się w coraz większym stopniu zastrzeżone dla mężczyzn. Zaczęły także być ograniczane prawa kobiet do posiadania majątku.
Pomimo sukcesów naukowych odnoszonych przez niektóre kobiety, uprzedzenia kulturowe miały wpływ na ich udział w edukacji i nauce w średniowieczu. Np. św. Tomasz z Akwinu pisał, że kobiety nie są zdolne do rządzenia .

### Rzemiosło, handel i rolnictwo
Po zmianach które zaszły w początkach XII wieku, pod koniec średniowiecza praca kobiet miała istotne znaczenie dla gospodarki europejskiej. Zmiany te spowodowały poszerzenie rodzajów prac, które były dla nich dostępne. Kobiety na ogół pracowały wraz z mężem w rzemiośle, drobnym handlu lub gospodarstwie rolnym.

#### Środowisko rodzinne

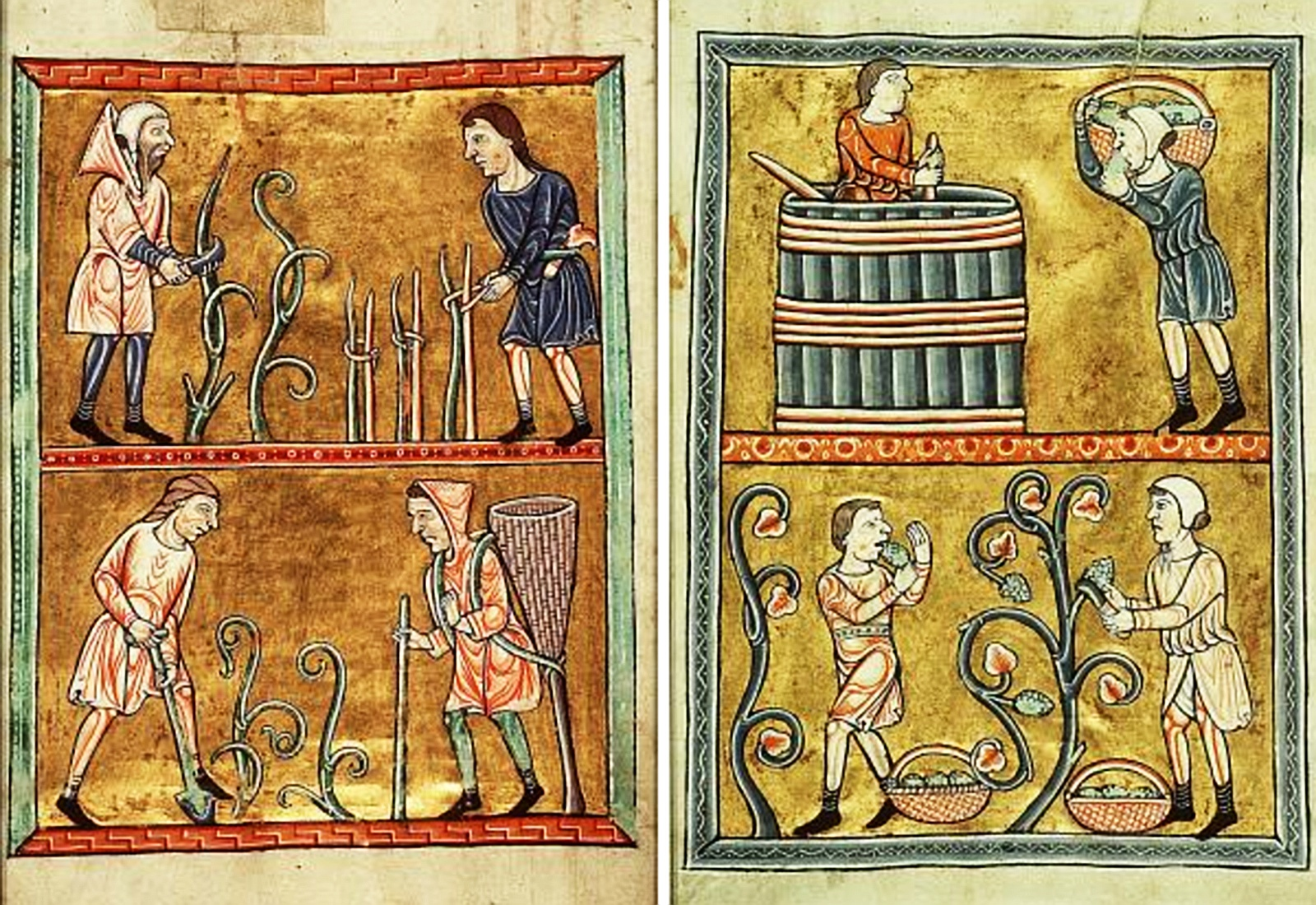
Cztery pory roku w winnicy, manuskrypt z XII wieku

Kobiety były zależne od rodziny aż do ślubu, lub do śmierci, jeżeli nie wyszły za mąż. W tym okresie następowała intensyfikacja produkcji rolnej na obszarach wiejskich, co powodowało, że zanikała na nich produkcja rzemieślnicza, która koncentrowała się w miastach. Pomimo tych zmian zajęcia dostępne dla kobiet często ograniczały się do prowadzenia gospodarstwa domowego, nauczania dzieci, pracy przy wytwarzaniu tekstyliów (tkania, przędzenia itp.), drobnego handlu, a zastrzeżone wyłącznie dla kobiet było położnictwo i opieka nad małymi dziećmi.
W rodzinach chłopskich kobiety zajmowały się przede wszystkim hodowlą zwierząt, wytwarzaniem chleba i produktów mleczarskich oraz warzeniem piwa (chyba że była to podstawowa działalność jaką zajmowało się gospodarstwo, wówczas te czynności wykonywali mężczyźni). Podstawowym celem rodzin była maksymalizacja osiąganych dochodów, ponieważ same dochody osiągane z gospodarstwa nie były wystarczające do utrzymania rodziny i na terenach gdzie chłopi posiadali mało ziemi, stanowili oni 90% pracowników.
Niektóre z upraw były niezbędne jako źródło surowców dla miejskiego rzemiosła, takie jak uprawa lnu i winorośli. W miastach część kobiet sprzedawała swoje produkty, niekiedy zrzeszając się by prowadzić interesy na większą skalę, lecz nie powinny były opuszczać na dłużej swoich domostw, ponieważ za ich podstawowy obowiązek uważano dbanie o gospodarstwo domowe.

#### Poza środowiskiem rodzinnym
Wdowy lub niezamężne kobiety, które nie posiadały wsparcia rodziny lub majątku, znajdowały się w biedzie ze względu na bardzo niskie wynagrodzenie, które otrzymywały za swoją pracę i żeby przetrwać żebrały, kradły lub prostytuowały się, chyba że udało im się znaleźć schronienie w klasztorze. Tam mogły modlić się, czytać, śpiewać, prząść i tkać.
Pod koniec XIII wieku, odkąd stało się obowiązkowe oddzielenie szkół dla chłopców i dla dziewcząt, kobiety stały na czele szkół dla dziewcząt. Kobiety pracowały w zakładach rzemieślniczych, np. przy produkcji odzieży, włókiennictwie, lecz również przy ciężkich pracach w metalurgii, budownictwie i przy warzeniu piwa, ponieważ stanowiły one tanią siłę roboczą, gdyż ich płace były o wiele niższe niż mężczyzn. W tych zawodach zwanych dziś męskimi, nigdy nie mogły stać się mistrzami.
Już pod koniec średniowiecza kobietom zakazywano dostępu do cechów, ze względu na konkurencję którą stanowiły dla mężczyzn. Jednak dopiero dwa wieki później (w 1688) we Francji wprowadzono prawo zakazujące kobietom prowadzenia działalności rzemieślniczej.

### Kobiety w nauce

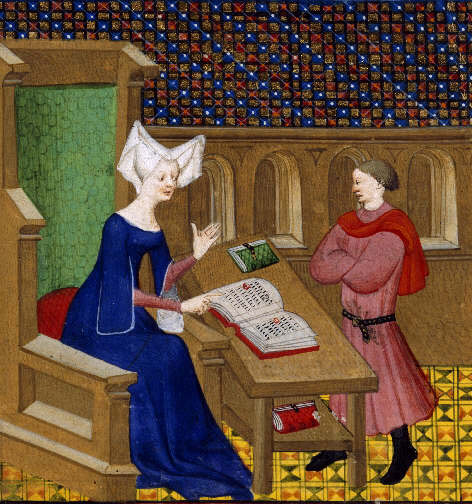
Christine de Pisan została zawodową pisarką po śmierci męża w 1390

Na początki średniowiecza istotny wpływ miał upadek cesarstwa zachodniorzymskiego. Zachodnia część kontynentu stanęła w obliczu trudności, które niekorzystnie wpłynęły na poziom nauki, kultury i sztuki na tym obszarze. Chociaż natura zawsze była postrzegana jako system, który można objaśnić rozumem, w tym okresie powstało niewiele nowych idei, odkryć naukowych czy innowacji technologicznych. W pełnym średniowieczu nastąpił okres dobrobytu i znacznego wzrostu liczby ludności, co z kolei przyczyniło się do wielu zmian i dało impuls do rozwoju nauki, kultury i sztuki.
Christine de Pisan była znaną francuską pisarką piszącą o sprawach kobiet. W swoich książkach Księga o Mieście Kobiet i Skarb Miasta Kobiet zwalczała mizoginię i propagowała ideał kobiecych cnót dla kobiet ze wszystkich środowisk, od księżniczki do żony chłopa. Jej rady skierowane do księżniczek, zawierały zalecenie, aby używać umiejętności dyplomatycznych w celu zapobiegania wojnom:

„Jeżeli sąsiadujący lub zagraniczny książę pragnie z jakiegokolwiek powodu rozpocząć wojnę przeciwko jej mężowi, lub jej mąż chce rozpocząć wojnę, kobieta powinna starannie rozważyć, biorąc pod uwagę wielkie zło i bezmiar okrucieństw, zniszczeń, masakr oraz zagrożenie dla kraju, które niesie wojna; rezultat jest często straszliwy. Powinna rozważyć długo i starannie, czy może coś zrobić (zawsze mając na uwadze honor swojego męża), aby zapobiec wojnie”.

#### Klasztory

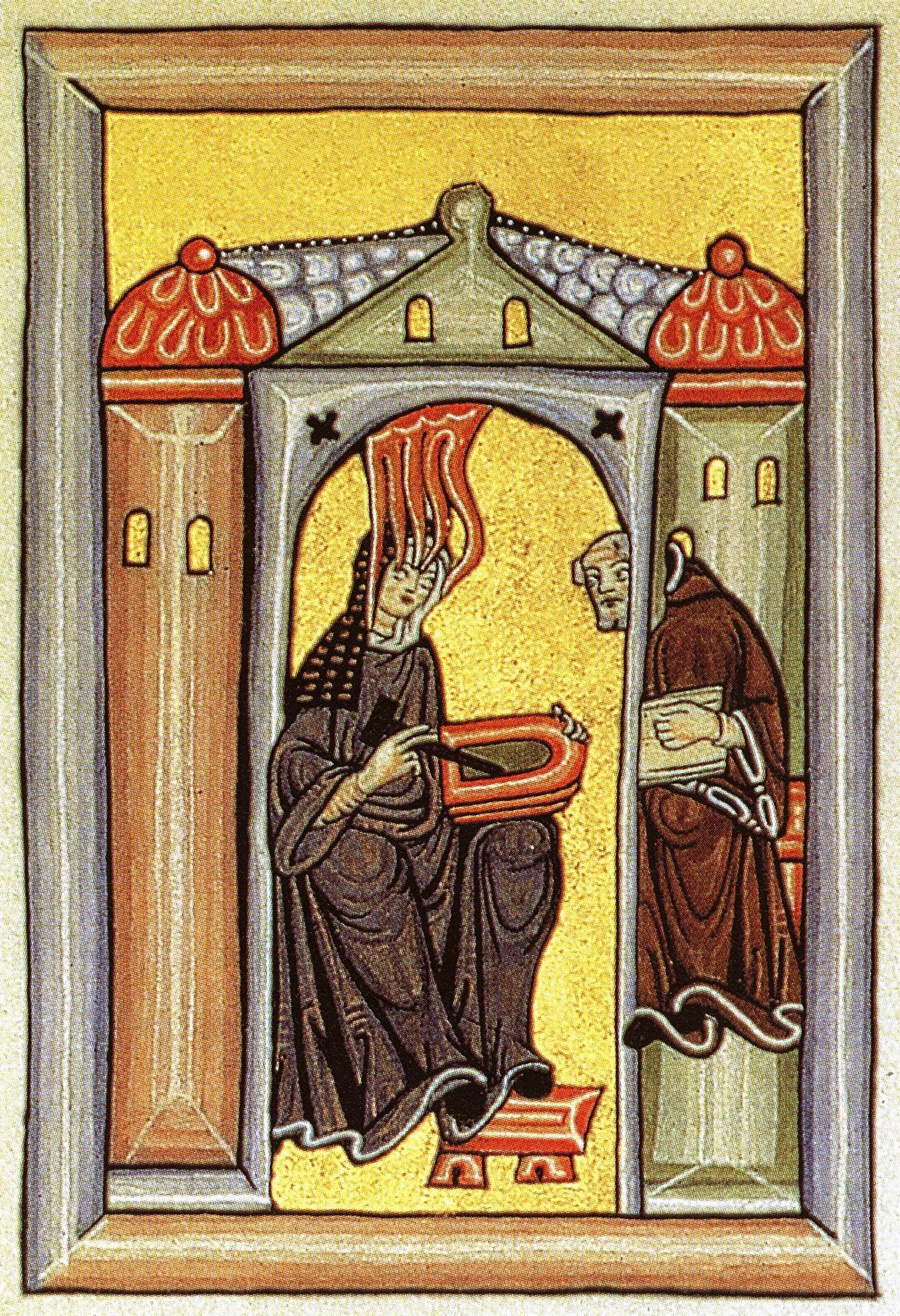
Hildegarda z Bingen

W okresie średniowiecza kobiety mogły kształcić się głównie w klasztorach, a w niektórych mogły również prowadzić badania naukowe. Przykładem jest niemiecka opatka Hildegarda z Bingen (1098–1179), w której licznych dziełach poruszane są zagadnienia z różnych dziedzin nauki: medycyny, botaniki i historii naturalnej. Herrada z Landsbergu (zm. 1195) jest znana jako autorka i ilustratorka Hortus deliciarum (łac. Ogród przysmaków). Jest to pierwsze dzieło o charakterze encyklopedycznym, florilegium, napisane przez kobietę, stworzone w celach dydaktycznych.
W XI wieku zaczęły powstawać pierwsze uniwersytety, jednak kobiety nie mogły w nich studiować . Jedynym wyjątkiem był Uniwersytet Boloński, który od chwili powstania w 1088 zezwalał kobietom na dostęp do studiów.

#### Kobiety lekarki we Włoszech
Wydaje się, że we Włoszech panowało bardziej przychylne nastawienie do praktykowania przez kobiety zawodu lekarza, niż gdzie indziej w zachodniej Europie. Włoska lekarka Trotula z Salerno wykładała w XI wieku w szkole medycznej w Salerno. Nauczała głównie włoskie arystokratki, stąd przydomek jej uczennic: „damy z Salerno”. Jej autorstwa są prawdopodobnie ważne dzieła zajmujące się medycyną kobiet, w tym z zakresu położnictwa i ginekologii.
Inna włoska lekarka, Dorotea Bucca, była wykładowcą filozofii i medycyny na Uniwersytecie Bolońskim przez 40 lat od ok. 1390. Innymi Włoszkami z tego okresu, które wniosły wkład w rozwój medycyny były: Abella, Jacqueline Félicie de Almania, Alessandra Giliani, Rebecca de Guarna, Margarita, Mercuriade (XIV wiek), Constance Calenda, Calrice di Durisio (XV wiek), Constanza, Maria Incarnata i Thomasia de Mattio.

## Kobiety w polityce

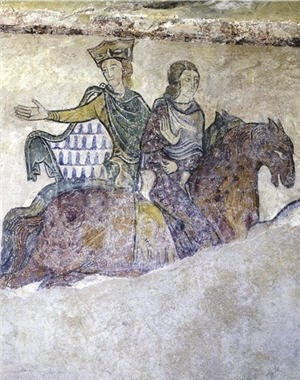
Eleonora Akwitańska była jedną z najzamożniejszych i najbardziej wpływowych kobiet średniowiecznej Europy

### Wczesne średniowiecze (476–1000)
We wczesnym średniowieczu od władcy oczekiwano, że będzie wojownikiem. Tym samym władzę sprawowali głównie mężczyźni.
Królowe Brunhilda (ur. ok. 545/550 - zm. 613) i Fredegunda (ur. ok. 545, zm. 597 r.) rywalizowały o rzeczywistą władzę w państwie frankijskim. Historia ich rywalizacji jest uważana przez historyków za jedno z podłoży historycznych niemieckiego eposu narodowego Pieśni o Nibelungach.
Cesarzowa bizantyńska Irena jako pierwsza kobieta w dziejach cesarstwa sprawowała w latach 797-802 samodzielne rządy w Bizancjum. Wcześniej cesarzowe sprawowały rzeczywistą władzę jako regentki, lecz nie były koronowane na cesarza.

### Pełne średniowiecze (1000–1300)
Eleonora Akwitańska (1122-1204) była jedną z najzamożniejszych i najbardziej wpływowych kobiet średniowiecznej Europy. Była patronką twórców takich jak Wace, Benoît de Sainte-Maure i Chrétien de Troyes. Po śmierci ojca Eleonora została w wieku 15 lat księżną Akwitanii i hrabiną Poitiers. Z tego powodu stała się najlepszą partią ówczesnej Europy.
Królowe takie jak Konstancja Sycylijska, Urraka Kastylijska, Joanna I z Nawarry i Melisanda z Jerozolimy sprawowały rzeczywistą władzę w swoich królestwach.

### Późne średniowiecze (1300–1500)
Małżeństwo Izabeli I Kastylijskiej z Ferdynandem II Aragońskim oraz ich wspólne rządy oznaczały początek unii, w wyniku której powstało Królestwo Hiszpanii. Joanna d’Arc w czasie wojny stuletniej poprowadziła armię francuską do kilku zwycięstw i walnie przyczyniła się do zwycięstwa nad Anglikami. Jadwiga Andegaweńska została koronowana na królową Polski w 1384 r., zostając tym samym władczynią Polski.

## Średniowieczne wizerunki kobiet

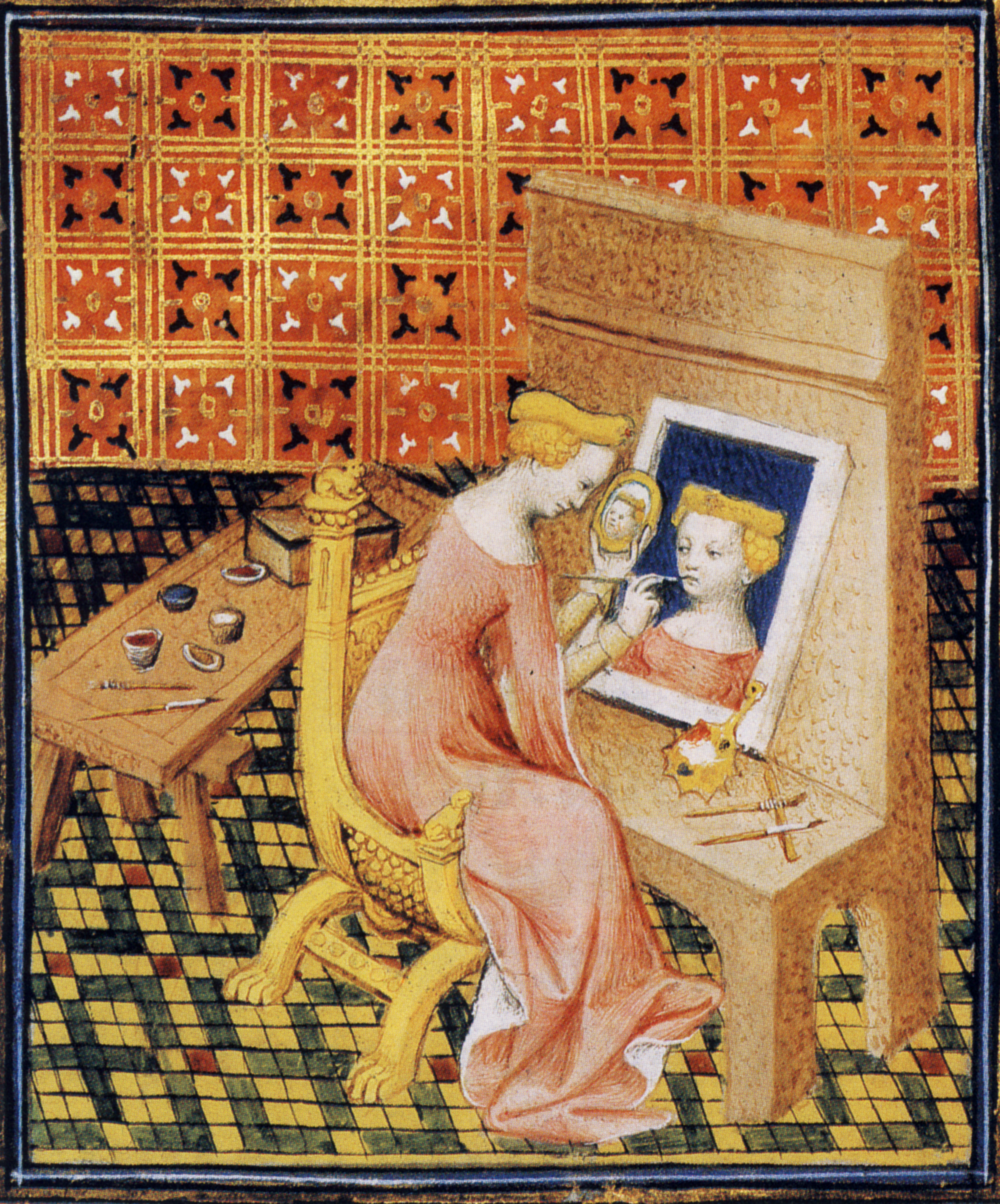
Malowanie
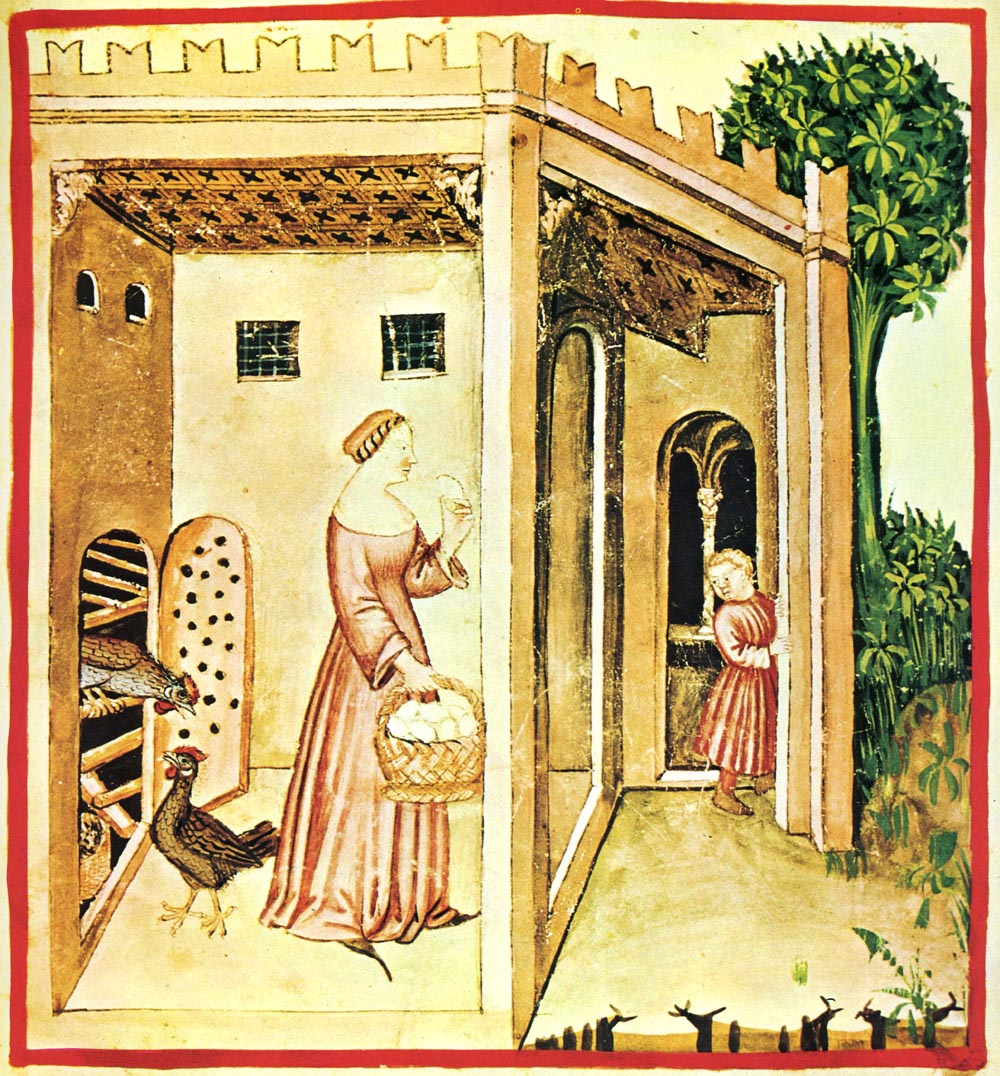
Zbieranie jaj
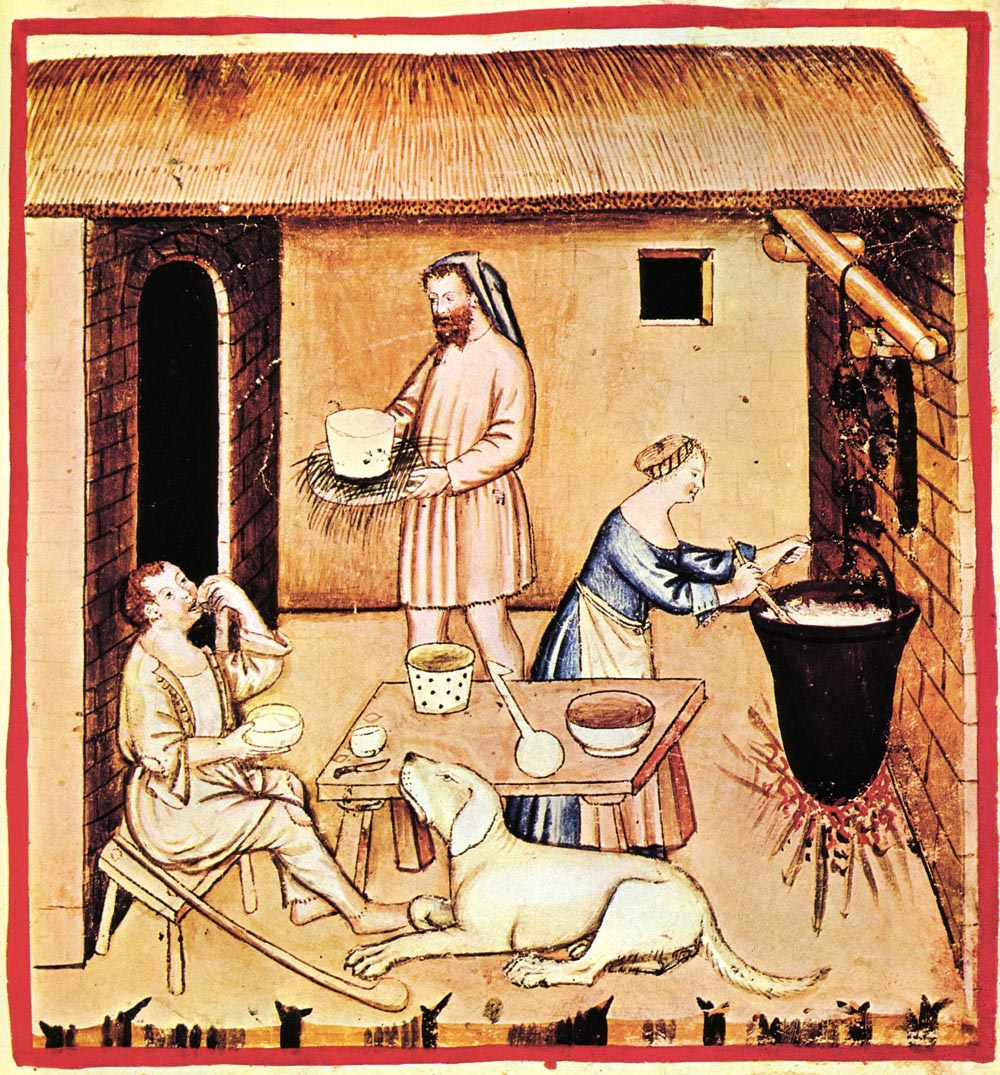
Wytwarzanie sera
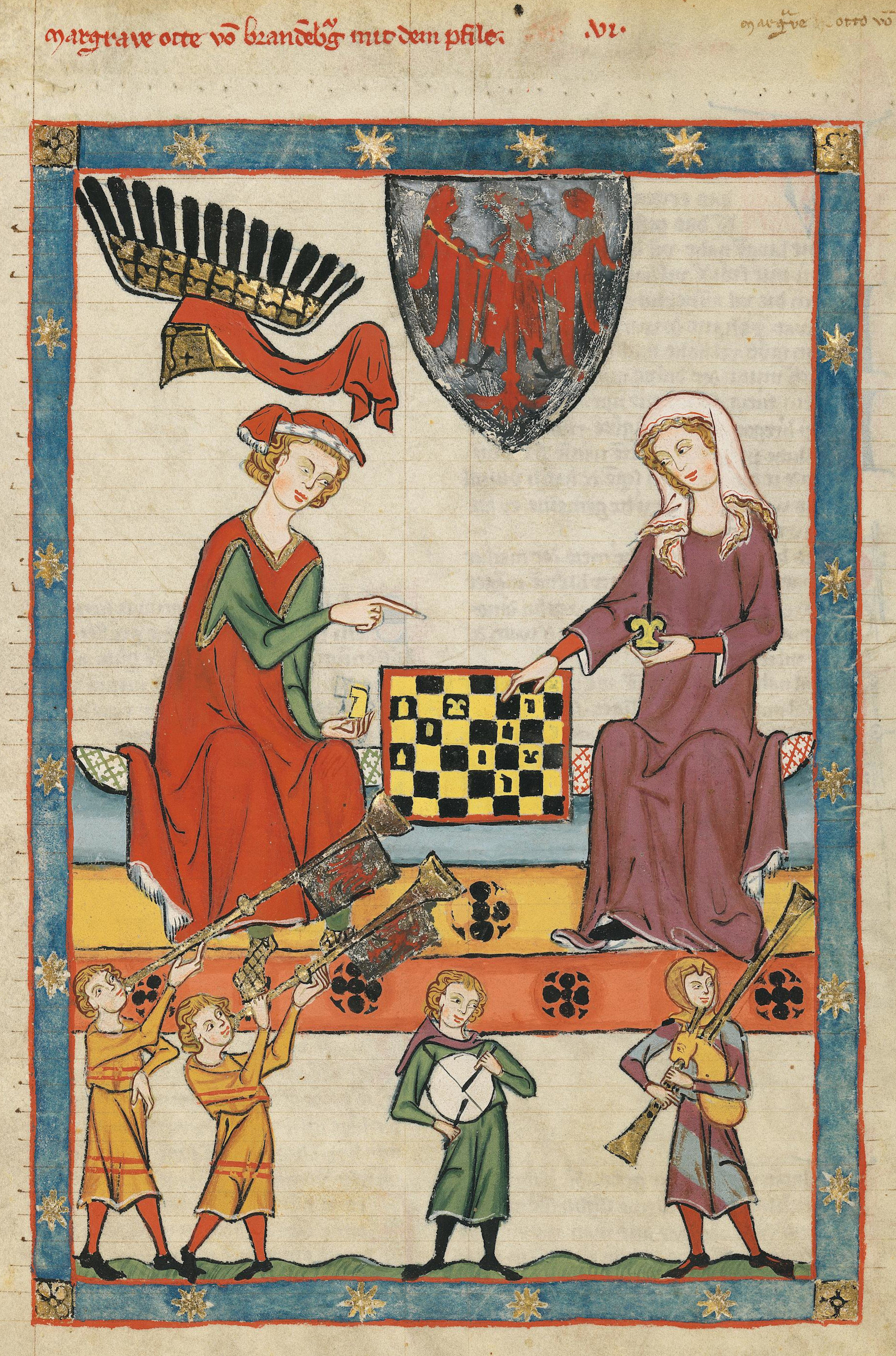
Gra w szachy
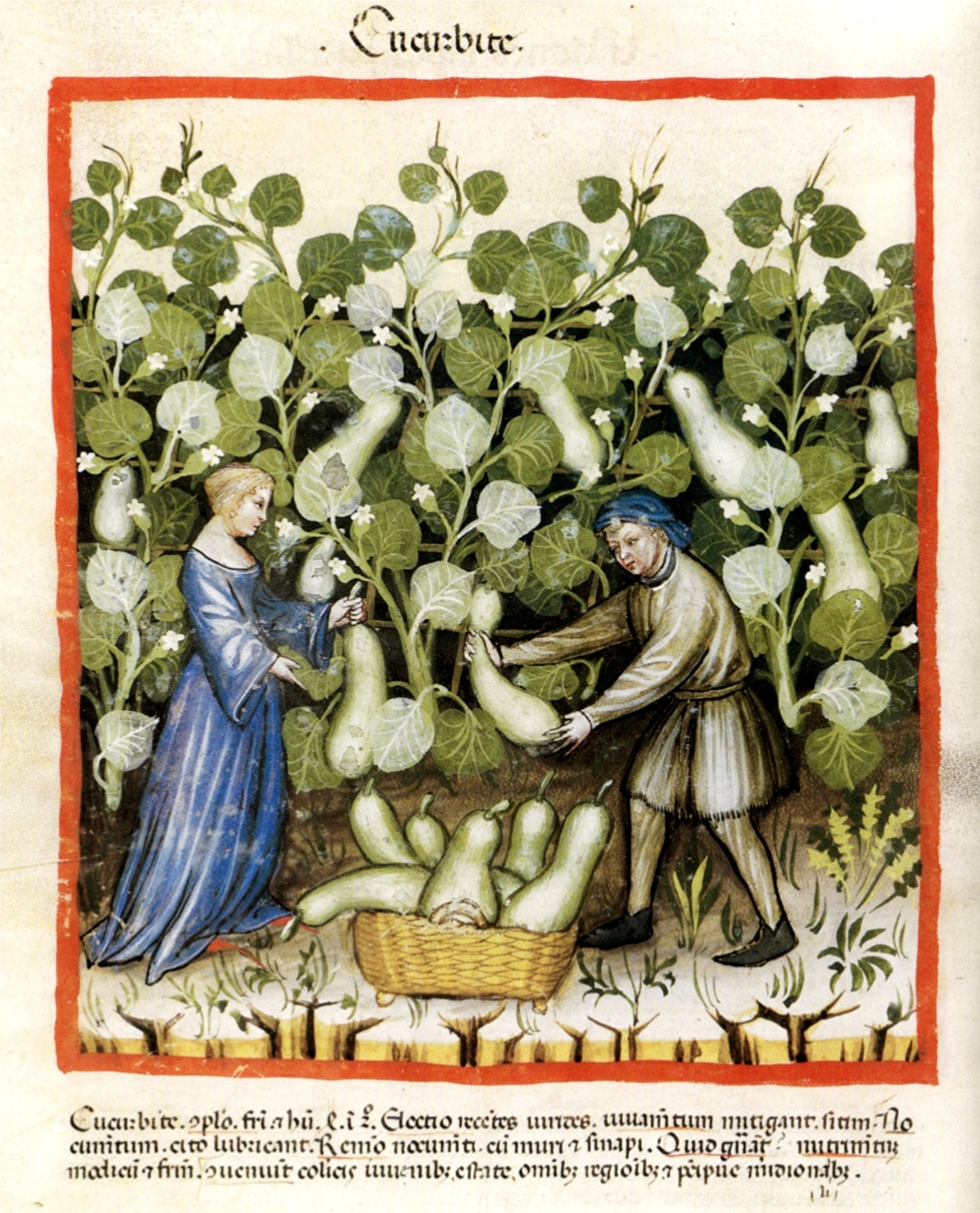
Zbiór owoców
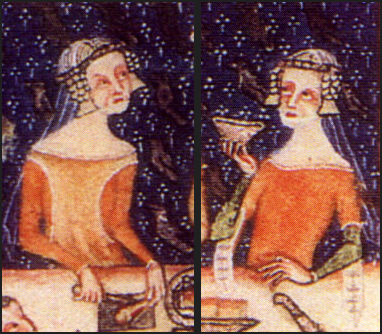
Spożywanie posiłku
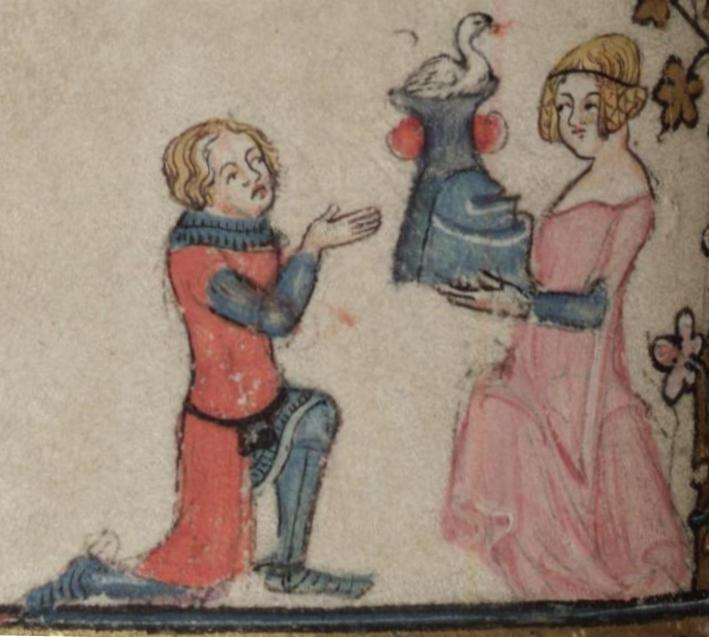
Wręczanie klęczącemu rycerzowi hełmu ozdobionego wizerunkiem łabędzia
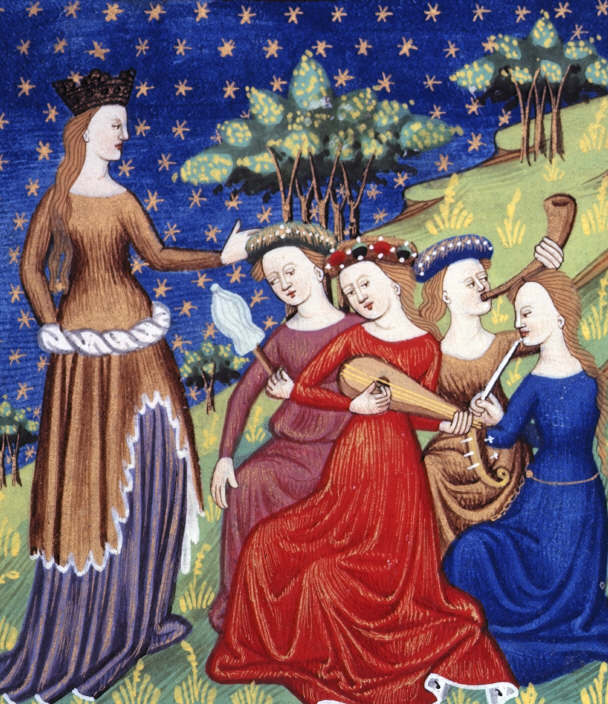
Królowa z czterema dwórkami grającymi na instrumentach muzycznych
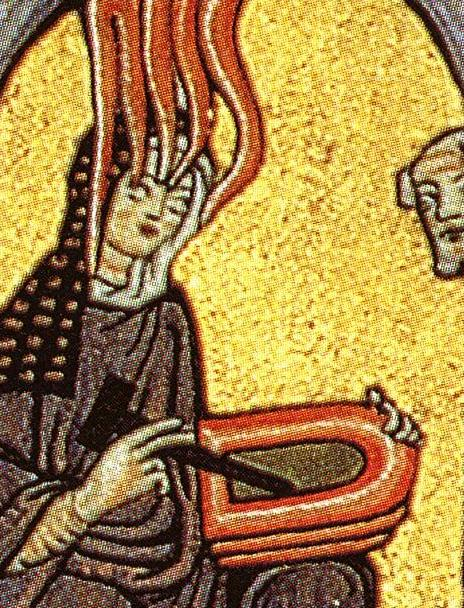
Hildegarda z Bingen spisująca swoją wizję
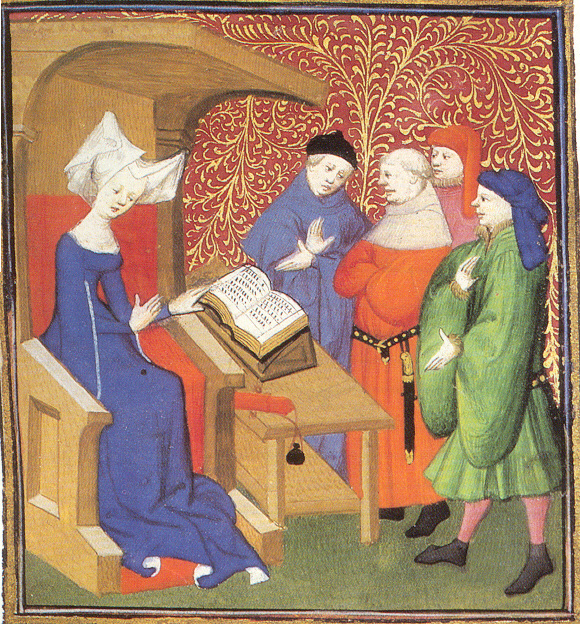
Christine de Pisan wykładająca dla grupy mężczyzn
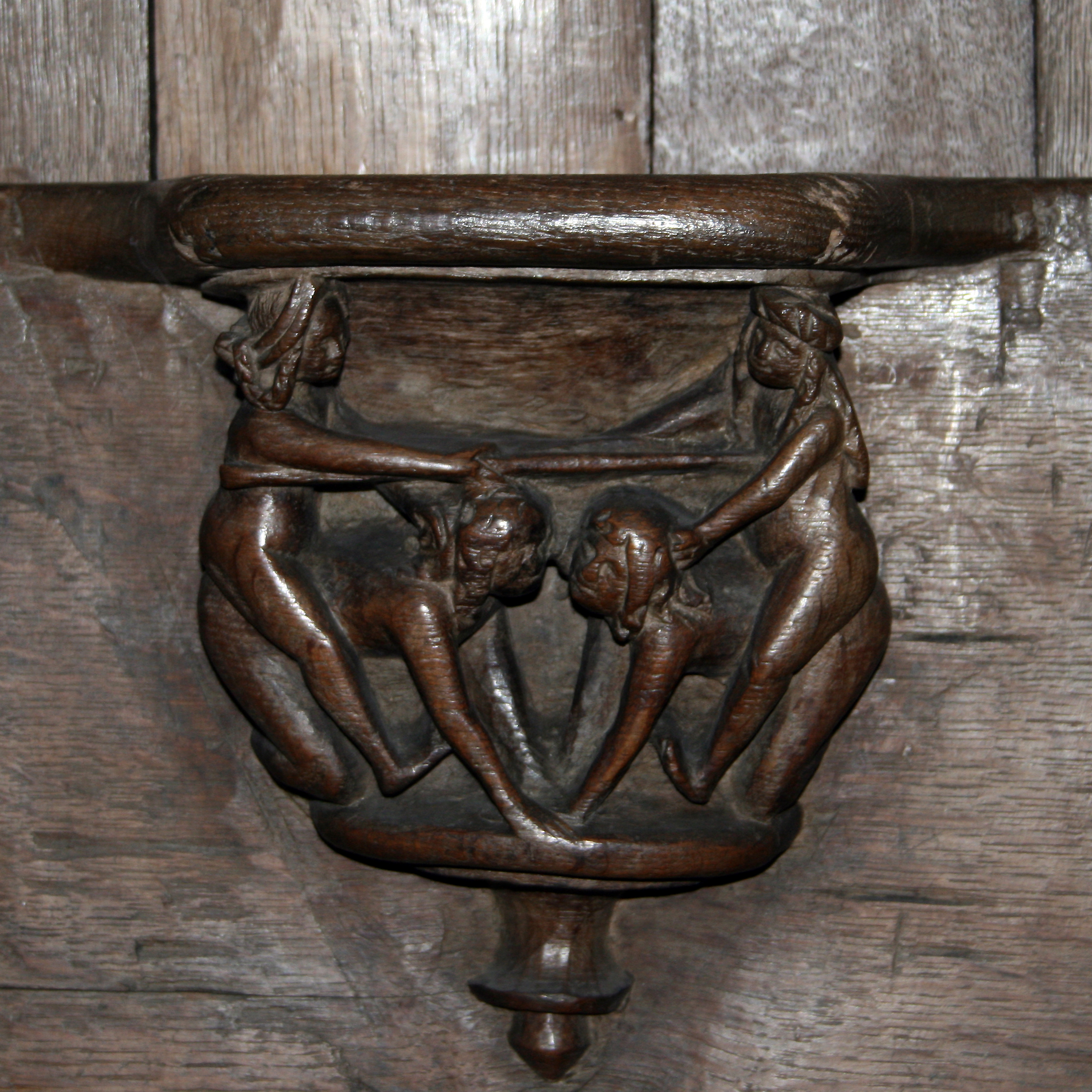
Fragment ławki kościelnej przedstawiający fikcyjny turniej pomiędzy dwiema nagimi kobietami dosiadającymi mężczyzn
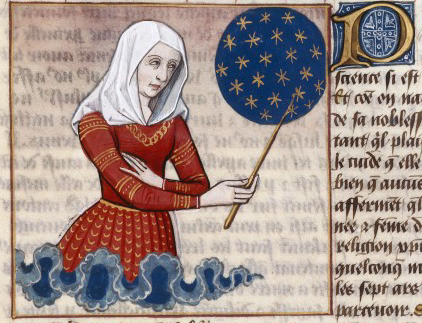
Faltonia Betitia Proba nauczająca historii od stworzenia świata w jej Cento Vergilianus de laudibus Christi
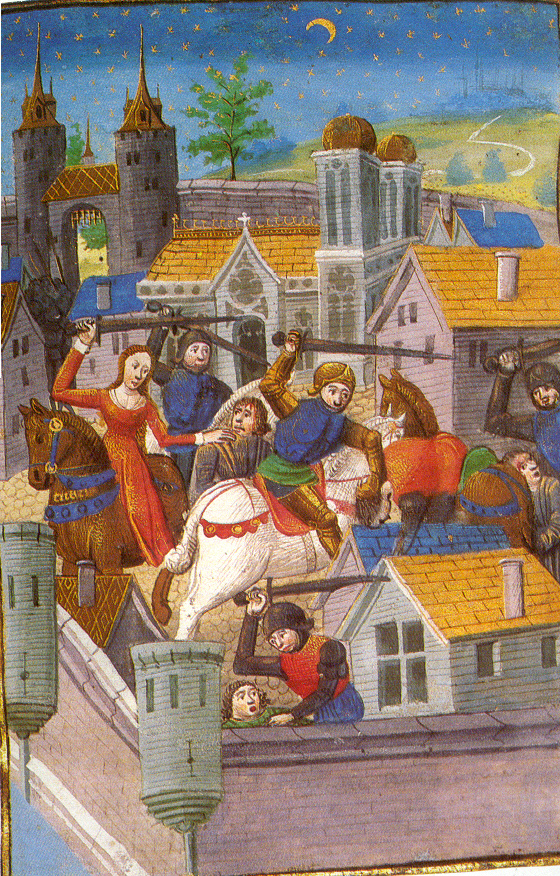
Uzbrojone kobiety pomagające odpierać szturm na miasto
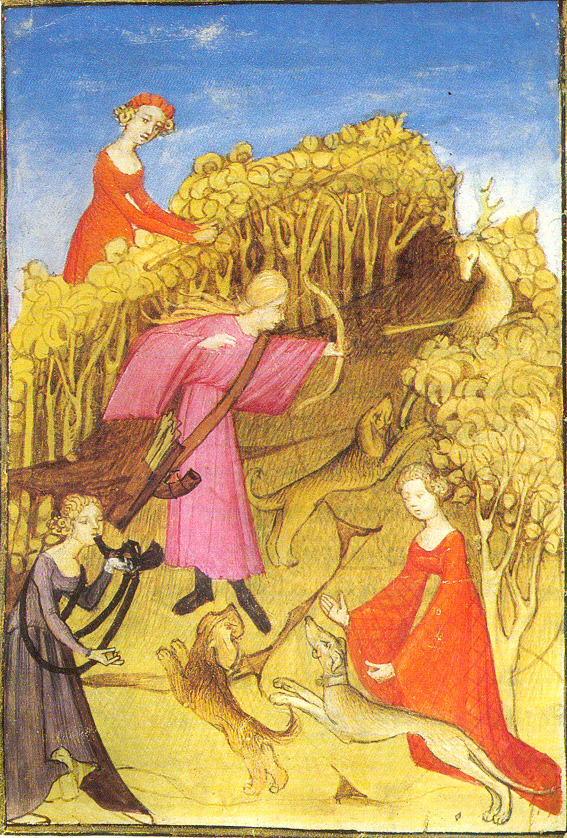
Kobiety uczestniczące w polowaniu
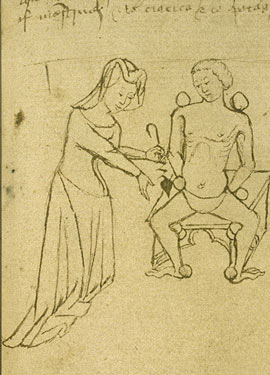
Kobieta-medyk opiekująca się pacjentem. Jest ubrana zgodnie z ówczesną modą
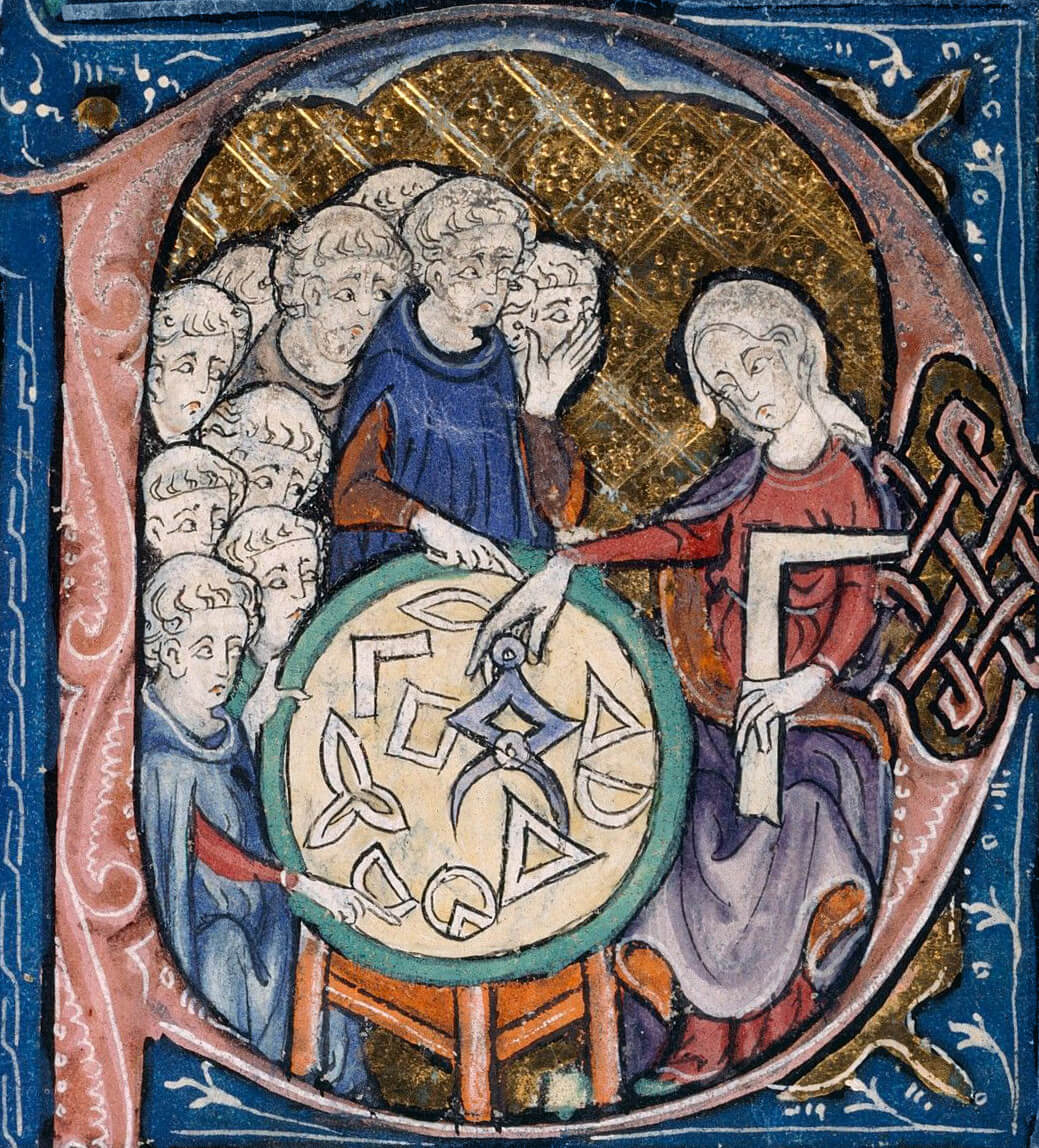
Nauczanie geometrii